# Вожжинские
Вожжи́нские (Возжинские) — русский дворянский род, ныне угасший.

## История рода
Родоначальник придворный кучер Андреян Савельев, возведённый в потомственное дворянство (19 апреля 1725) при императрице Екатерине I, с пожалованием фамилии «Вожжи́нский» (от «вожжа́»).
Никита Андреевич Вожжинский (1696—1764), действительный камергер, генерал-поручик, кавалер ордена Святого Александра Невского, и Иван Андреевич Вожжинский, мундшенк, были жалованы дипломом в подтверждение дворянского достоинства их родителя с изменением отчества на «Андреянович» (по прошению от мая 1745).

## Описание герба
В щите зелёного цвета изображено золотое Колесо Святой Екатерины, с проходящими сквозь него диагонально справа налево двумя клетчатыми тесьмами из серебра и красного цвета.
Щит увенчан обыкновенным дворянским шлемом, на поверхности которого видна половина колеса в щите означенного, и на колесе распространяется узел, из тесьмы сплетённый. Намёт на щите с правой стороны зелёный, а с левой красный, подложенный золотом и серебром. Герб рода Вожжинских внесён в Общий гербовник дворянских родов Всероссийской империи (часть 1, с. 87).